# Charles Hainchelin
Charles Hainchelin, né le 2 août 1901 à Reims (Marne) et mort le 26 août 1944 à Thiers (Puy-de-Dôme), est un historien, résistant et militant communiste, tué lors de la libération de Thiers.

## Biographie
Fils d'un instituteur, syndicaliste, mort à Verdun en 1916, Charles Hainchelin devient pupille de la Nation alors qu'il est entré à l'école normale d'instituteur, qu'il quitte en 1920 pour prendre son premier poste, à Reims.
Malgré une santé très fragile et une tuberculose dont il peine à guérir, il parvient à décrocher une licence d'histoire, ce qui lui permet d'obtenir un poste de professeur à l'école primaire supérieure de Nancy en 1926.
Marxiste convaincu, membre du parti communiste depuis 1921, il collabore avec de nombreuses revues liées au parti ou au syndicalisme, notamment La Vie Ouvrière, Clarté, L’École émancipée, l'Université syndicaliste, Commune (sous le pseudonyme de Chassagne), Regards...
À partir de 1932, il est très actif au sein de la revue La Lutte, animée par Aragon, Jean Baby et son ami Georges Sadoul. Celle-ci est essentiellement centrée sur une approche marxiste de la libre-pensée.
Il commence alors à publier des ouvrages marxistes sous le pseudonyme de Lucien Henry, mais aussi des travaux historiques sous le nom d'Henri Chassagne. En 1939 il participe à la création de la revue La Pensée.
Son entreprise de rédaction d'une vaste histoire de la contre-révolution se heurte au déclenchement de la guerre. Militant communiste clandestin après la dissolution du parti, il est mobilisé d'avril à juillet 1940, sans prendre part aux combats.
Affecté à l'école nationale professionnelle de Thiers, il participe à la résistance, et entre à la fin de l'année 1942 dans le réseau des FTP. Il est tué au combat lors des affrontements pour la libération de la ville de Thiers, en août 1944, assassiné par des miliciens embusqués alors qu'il s'avançait pour parlementer avec les Allemands en passe de se rendre.
Après sa mort, Georges Sadoul publie le travail d'Hainchelin sur les francs-tireurs, puis assure plusieurs nouvelles éditions de son ouvrage sur les origines de la religion (1950, 1955, 1957).

### Hommage
Le nom de Charles Hainchelin figure  parmi les écrivains « morts au champ d'honneur », durant la guerre de 1939-1945 cités au Panthéon de Paris.
Lors de 75e anniversaire de la Libération sa mémoire est célébrée, avec celles d'autres résistants, lors de cérémonies officielles.

## Publications
- Les origines de la religion, Éditions sociales internationales, 1935 (sous le pseudonyme de Lucien Henry), réédité sous son nom (Charles Hainchelin), éditions sociales, Paris, 1956 (préface de Georges Sadoul)
- Sur la religion  / Karl Marx, Friedrich Engels ; textes choisis, traduits et présentés par Lucien Henry, Éditions sociales internationales, 1936
- Le Japon contre le monde, Éditions sociales internationales, 1938 (sous le pseudonyme d'Henri Chassagne)
- Coblence 1789-1792 : Des Français au service de l'étranger,  Éditions sociales internationales, 1939 (sous le pseudonyme d'Henri Chassagne)
- Les Francs-Tireurs dans l'histoire de France, Éditions France d'abord, 1945

## Distinctions
- Croix de guerre 1939–1945
- Médaille de la Résistance française

## Sources
- Georges Sadoul, préface aux Francs-Tireurs dans l'histoire de France.
- Nicole Racine, notice « Charles Hainchelin », in Dictionnaire biographique du mouvement ouvrier (Le Maitron)